# Far Cry 4
Far Cry 4 – gra komputerowa z gatunku first-person shooter, stworzona i wydana przez firmę Ubisoft. Została wydana 20 listopada 2014 na konsole PlayStation 3, PlayStation 4, Xbox 360, Xbox One oraz komputery osobiste.
Producenci zapowiedzieli również DLC pt. Hurk’s Redemption, które otrzymają osoby zamawiające pre-order gry. Znajdują się w nim trzy misje dla pojedynczego gracza, można też spotkać bohatera z Far Cry 3.

## Fabuła
Akcja rozgrywa się w fikcyjnym regionie Kyrat, w Himalajach. Podobnie jak w części drugiej, po wojnie domowej powstały tu dwa ugrupowania: Armia Królewska, której przewodzi główny antagonista gry Pagan Min i podlegli mu wojownicy oraz grupa rebeliantów zwana „Złotym Szlakiem”. Bohaterem gry jest młody Ajay Ghale. Pojechał on do Kyratu, by złożyć prochy swojej zmarłej matki. Tam dowiaduje się od Sabala, przywódcy Złotego Szlaku, że to jego ojciec Mohan był założycielem i pierwszym przywódcą rebelii. Miał zostać jednak zamordowany we własnym domu. Przed śmiercią powierzył Sabalowi, swojemu najlepszemu przyjacielowi, dowództwo. Celem gracza jest pokonanie Pagana Mina, który ogłosił się samozwańczym królem.

## Odbiór gry
Gra zdobyła uznanie wśród recenzentów uzyskując w wersji na konsolę PlayStation 4 średnią z ocen 85/100 według serwisu Metacritic oraz 83,76% według agregatora GameRankings.